# کولین د الانکور
کولین د الانکور (انگلیسی: Colline d'Élancourt) که سابقا به نام کولین د لا ریوانش (Colline de la Revanche) نیز شهرت داشت، یک تپه است که در منطقه الانکور در ناحیه ایولین فرانسه واقع شده است. این تپه با ارتفاع ۲۳۱ متر ارتفاع از سطح دریا، بلندترین نقطه ایولین و ایل-دو-فرانس است.
برج ایفل، تور مون‌پارناس، لا دفانس، اتان د سنت کوئنتین و جنگل مئودون از بالای این تپه قابل مشاهده هستند. رویداد دوچرخه‌سواری کوهستان در جریان المپیک تابستانی ۲۰۲۴ پاریس، در این منطقه برگزار شد.
این تپه مصنوعی در محل معادن سابق ماسه‌سنگ قرار دارد که برای ساخت و ساز از آن‌ها استفاده می‌شد. پس از متروکه شدن معدن در قرن نوزدهم، تا سال ۱۹۷۵ از این منطقه به عنوان محل دفن زباله به کار رفت. در سال ۱۹۸۰، این منطقه به پارک عمومی تغییر کاربری داد.

## جای‌نام‌شناسی
این محدوده ابتدا در سال ۱۸۸۱ به عنوان لا ریوانش نام‌گذاری شده بود. در سال ۲۰۰۴، شورای شهر الانکور نام این تپه را به کولین د الانکور تغییر داد که به معنی تپه‌ی الانکور است.